# Hypolepis punctata
Hypolepis punctata là một loài thực vật có mạch trong họ Dennstaedtiaceae. Loài này được (Thunb.) Mett. miêu tả khoa học đầu tiên năm 1868.